# Myriam Campello
Myriam Campello (Rio de Janeiro) é uma romancista, contista e tradutora brasileira.
Seu primeiro livro, Cerimônia da Noite, recebeu o Prêmio Fernando Chinaglia para romances inéditos. Como Esquecer foi adaptado para o cinema no filme homônimo dirigido por Malu de Martino. Traduziu para o português obras de John Steinbeck, Stephen King, Georges Simenon, Alexandre Dumas e Virginia Woolf, entre outros. A sua produção tem sido objeto de vários trabalhos de teor académico.

## Obras
- 1973 - Cerimônia da Noite (romance) - Prêmio Fernando Chinaglia
- 1981 - Sortilegiu (romance)
- 1993 - São Sebastião Blues (romance)
- 2003 - Como Esquecer – Anotações quase Inglesas (romance)
- 2010 - Jogo de Damas (romance)
- 2014 - Adeus a Alexandria (romance)

### Contos
- 1998 - Sons e outros Frutos - Bolsa para a Conclusão de Obra da Biblioteca Nacional
- 2017 - Palavras são para comer